# Psychonoctua poam
Psychonoctua poam is een vlinder uit de familie van de Houtboorders (Cossidae). De wetenschappelijke naam van de soort is voor het eerst gepubliceerd in 1918 door Harrison Gray Dyar Jr..
De soort komt voor in Mexico.